# Валя-Хотарулуй (Арджеш)
Валя-Хотарулуй (рум. Valea Hotarului) — село у повіті Арджеш в Румунії. Входить до складу комуни Драгославеле.
Село розташоване на відстані 122 км на північний захід від Бухареста, 56 км на північний схід від Пітешть, 50 км на південний захід від Брашова.

## Населення
За даними перепису населення 2002 року у селі проживали 546 осіб. Рідною мовою 543 особи (99,5%) назвали румунську.
Національний склад населення села:
| Національність | Кількість осіб | Відсоток |
| -------------- | -------------- | -------- |
| цигани         | 540            | 98,9%    |
| румуни         | 6              | 1,1%     |